# Clarins
Ne doit pas être confondu avec Clarens.
Clarins est une entreprise familiale française de cosmétiques créée à Paris en 1954 par Jacques Courtin-Clarins. L’entreprise fabrique et commercialise des produits de soin pour la peau, de maquillage et est également un acteur du spa et du bien-être.
Clarins est présent dans plus de 150 pays avec les marques Clarins et My Blend et se place numéro 1 des soins haut de gamme en Europe. Exportés dans le monde, ses produits sont formulés et conçus dans ses Laboratoires Clarins en France.

## Histoire
Après avoir commercialisé à l'après guerre un appareil qui masse et douche le sein, Jacques Courtin ouvre son premier institut de beauté en 1954, rue Tronchet à Paris.
La marque est à l'origine de quelques innovations marketing : Jacques Courtin lance l'huile tonic en 1966, une huile traitante, puis l'eau dynamisante. En 1968, l'entreprise crée une carte cliente qui est introduite dans les emballages de ses produits. En 1991, l'entreprise lance sa première collection de maquillage ainsi qu’une ligne de produits intégrant un complexe anti-pollution.
Grâce à son fils Christian, le groupe se diversifie à partir de 1974 en s'installant à l'étranger mais également en s'associant à Thierry Mugler ou en rachetant en 1995 les parfums Azzaro et Hugo Boss.
En 2002, elle lance une gamme pour les hommes, et gamme de soins pour les jeunes femmes de 18 à 29 ans, en 2019. En 2018, la marque produit elle même ses premiers ingrédients dans des locaux baptisés "Domaine Clarins" qui se situe dans les Alpes. En 2020, elle ouvre son centre de R&D à Shanghai, en Chine.
Entreprise familiale, le fondateur fait travailler un grand nombre des membres de sa famille. En 1974, son fils Christian, rejoint l’entreprise en tant que Directeur de l'Export. En 1994, c'est Olivier intègre l'entreprise en tant que membre du Directoire, il était jusqu'alors chirurgien orthopédiste. En 2000, Jacques Courtin leur cède la direction du groupe : l'aîné, Christian, devient président du directoire puis Président du Comité de Surveillance en 2011 ; et le second, Olivier, directeur général.
En 2010, les petites filles du fondateurs, Virginie, Claire, Prisca et Jenna, entrent au Comité de Surveillance. Elles travaillent également au sein de la marque : Jenna œuvre comme responsable "Prospective et Nouveaux Concepts" et devient ensuite ambassadrice de la marque Clarins ; Virginie travaille d'abord dans la filière "Mugler Mode" puis est nommée Directrice Générale Déléguée en 2018 ; Prisca dirige la branche "Spas, Retail & My Blend" avant d'être nommée membre du Comité de Surveillance, en tant que représentante de "Famille C", la holding familiale Courtin-Clarins.
L'entreprise est tellement liée à la famille Courtin que le fondateur fait ajouter en 1978 à son patronyme le nom de sa société . Depuis, ses enfants et petits enfants se feront appeler « Courtin-Clarins ».
En 1984, l'entreprise est introduite sur le second marché de la Bourse de Paris. Elle en sort en 2008.
En 2006, Clarins réalise un chiffre d'affaires de 967 millions d'euros et comprend 5 400 personnes. Le groupe est alors évalué à 2 milliards d'euros, détenus à 65,14 % par la famille Courtin.
En 2015, après plus de 25 ans d'expérience chez Clarins, Jonathan Zrihen est nommé Président & CEO.
En 2003, le groupe ferme le pôle couture de Thierry Mugler, puis en 2020, Clarins cède ses marques Mugler & Azzaro à L'Oréal pour se recentrer sur son activité historique, la Beauté.
En 2022, l'entreprise lance une filiale numérique orientée vente et conseil en ligne, MyBlend, et acquiert la marque américaine ILIA.
En 2025, Clarins lance ces nouveaux pots rechargeables avec la gamme Extra-Firming. Cette initiative s'engage dans les valeurs du développement durable chez Clarins. 
Clarins lance une innovation technologique nommée Clarins T.R.U.S.T. (pour Traçabilité, Responsabilité, Unicité, Sécurité et Transparence). Cette technologie prend l'allure d'une interface accessible depuis le site clarins.com, sur laquelle le consommateur n'a plus qu'à rentrer le numéro de lot de son soin Clarins pour en découvrir tout le parcours.  

## Activités diverses
A partir de 2014, Olivier Courtin-Clarins, alors directeur général et ancien chirurgien orthopédiste, publie aux éditions Clarins puis au Cherche midi des livres de cuisine : « Docteur, je veux être la plus belle ! », « Belle dans mon assiette » et « Belle dans mes recettes ». Ils sont traduits en anglais et espagnol.
Sur l'initiative de Prisca Courtin-Clarins et de ses aînés, Olivier et Christian Courtin-Clarins, Clarins acquiert en 2021 le domaine viticole château Beauséjour,.